# Bill DeMott
William Charles DeMott II, detto Bill (Titusville, 10 novembre 1966), è un ex wrestler statunitense.
È conosciuto soprattutto per aver combattuto nella World Championship Wrestling (WCW) con il ring name Hugh Morrus e nella World Wrestling Federation/Entertainment come Bill DeMott.

## Carriera

### World Championship Wrestling

#### The Dungeon of Doom & The First Family (1995–2000)
Nel 1995, DeMott fu messo sotto contratto dalla World Championship Wrestling (WCW) su indicazione di Kevin Sullivan che era rimasto impressionato da alcuni suoi match. Egli debuttò in dark match con i ring name "The Man of Question" e "The Laughing Man", una strana gimmick vagamente ispirata al personaggio dell'Enigmista dei fumetti di Batman. Fece il proprio debutto televisivo come membro della stable heel Dungeon of Doom con il nome "The Laughing Man" Hugh Morrus il 18 novembre 1995 a WCW Saturday Night in una scenetta ambientata dentro al Dungeon, nella quale Kevin Sullivan diceva a suo (kayfabe) padre, The Master, che stava per donargli qualcosa che non aveva mai avuto: la risata.
All'epoca della dissoluzione del Dungeon of Doom, Morrus venne relegato al ruolo di jobber. Divenne il primo wrestler sconfitto da Bill Goldberg in un match trasmesso in televisione durante la puntata del 22 settembre 1997 di Nitro. Poco tempo dopo, Morrus entrò a far parte della stable The First Family di Jimmy Hart. Anche se la Family inizialmente riscosse un certo successo, la stable fu improvvisamente sciolta qualche tempo dopo.

#### The Misfits In Action (2000–2001)
DeMott tornò all'inizio del 2000, utilizzando lo stesso nome e la stessa gimmick, ma in una versione più rissosa e brutale. La nuova versione di Morrus ebbe fine quando Vince Russo ed Eric Bischoff scelsero di intraprendere una nuova direzione artistica per la WCW.
Dopo essersi schierato dalla parte di Russo (kayfabe), Morrus fu licenziato dalla stable New Blood insieme ad altri wrestler. Questi ex-membri dei New Blood (inclusi Chavo Guerrero Jr. e Booker T) formarono la stable comica Misfits In Action, a tematica militare. In qualità di leader della stable, Morrus si ribattezzò General Hugh G. Rection, e portò il gruppo in un feud con The Filthy Animals.
La natura comica del gruppo e il carisma innato di alcuni dei suoi membri, lo resero immediatamente uno dei favoriti dai fan. Appena fu introdotta la stable heel Team Canada, i Misfits In Action cominciarono subito una faida con questi, basata sul patriottismo verso le rispettive nazioni dei due gruppi. Come leader dei Misfits, Rection si scontrò con il leader dei Team Canada, il campione United States Heavyweight Lance Storm. Il 29 ottobre Rection sconfisse sia Storm sia "Hacksaw" Jim Duggan in un handicap match svoltosi a Halloween Havoc, conquistando il titolo. Perse poi la cintura nel rematch con Storm il 13 novembre a Nitro prima di batterlo nuovamente rivincendo il titolo United States il 26 novembre all'evento Mayhem.
Dopo il feud con Storm, la sera successiva a Nitro, DeMott salì sul ring per parlare al pubblico. Durante questo segmento, lo spogliatoio della WCW si svuotò e molti lottatori dal backstage rimasero sull'ingresso ad applaudire DeMott; Bill Goldberg afferrò il microfono e, ricordando con affetto il suo primo avversario in WCW, disse: «Ehi, la striscia vincente di Goldberg doveva pur iniziare da qualche parte, amico mio».
Al ppv Sin del 14 gennaio 2001, Rection perse il titolo United States Heavyweight contro Shane Douglas. Dopo la perdita della cintura, i Misfits si sciolsero quando General Rection annunciò che erano stato tutti congedati con onore. Successivamente DeMott riprese il ring name di Hugh Morrus fino a quando la WCW fu acquisita dalla World Wrestling Federation (WWF).

### World Wrestling Federation/Entertainment

#### The Alliance (2001–2002)
Nel 2001, dopo la vendita della WCW, DeMott firmò un contratto con la World Wrestling Federation (WWF); utilizzando sempre il nome di Hugh Morrus, entrò a far parte dell'Alliance durante l'Invasion quando debuttò nella puntata di Raw del 4 giugno attaccando Edge. Dopo aver fallito l'assalto all'Intercontinental Championship, Morrus lottò principalmente a Jakked e Heat sconfiggendo wrestler affermati come Billy Gunn. Dopo la conclusione dell'Invasion, Morrus fu licenziato da Vince McMahon (kayfabe). Al di fuori dei programmi televisivi, lottò negli house show e in una federazione indipendente, l'Heartland Wrestling Association (HWA). In quel periodo, formò un team con Raven con cui vinse l'HWA Tag Team Championship il 12 marzo 2002, che persero tre giorni più tardi.

#### SmackDown! (2002–2004)
Nell'aprile 2002, Morrus passò nel roster di SmackDown! e tornò il 6 aprile a Jakked dove insieme a Chavo Guerrero sconfisse The Hurricane e Funaki. Morrus fu presto relegato a Jakked e Velocity fino al luglio 2002 quando subì un infortunio a causa di un incidente in moto. Durante il periodo d'assenza, divenne l'allenatore della terza edizione di Tough Enough.
Tornato nella puntata di Velocity del 23 novembre con il suo vero nome, DeMott fece il suo debutto a SmackDown! il 5 dicembre come heel sconfiggendo Funaki in un squash match. Successivamente iniziò a sconfiggere un gran numero di low carder come Shannon Moore, Chuck Palumbo, Crash Holly e Rikishi; tuttavia il push durò poco e DeMott tornò a lottare a Velocity nel febbraio 2003. Diventato face nel mese di maggio, DeMott assunse il personaggio di un narratore di barzellette ma non durò a lungo e rimase a Velocity vincendo diversi match a senso unico. Nella sua ultima apparizione televisiva in WWE, sconfisse Chris Kanyon il 14 giugno a Velocity.

## Vita privata
Ha perso la figlia Keri all'età di venti anni, a causa di un incidente stradale.

## Personaggio

### Mosse finali
- No Joke (Rolling cutter) - 2003
- No Laughing Matter (Diving Moonsault)

### Manager
- Major Gunns
- Jimmy Hart
- Kevin Sullivan

### Soprannomi
- "The Laughing Man"

## Titoli e riconoscimenti
- Americas Wrestling Federation (Puerto Rico)
  - AWF World Heavyweight Championship (1)
- Heartland Wrestling Association
  - HWA Tag Team Championship (1) - con Raven
- Pennsylvania Championship Wrestling
  - PCW Heavyweight Championship (1)
- Pro Wrestling Illustrated
  - 40º tra i 500 migliori wrestler singoli nella PWI 500 (2001)
  - 450º tra i 500 migliori wrestler singoli nella PWI 500 (2003)
- World Championship Wrestling
  - WCW United States Heavyweight Championship (2)
  - WCW World Tag Team Championship (1) - con Alex Wright